# 洪景舟
洪景舟（：／，？—1521年），字濟翁，封號南陽君。本貫南陽，朝鮮王朝中宗時期的勳舊派權臣。
1506年参与中宗反正，是为一等靖國功臣。他女兒是洪氏亦成为中宗妃嫔。洪景舟曾參與反趙光祖和士林派的政變，1519年，洪景舟取得中宗詔書後派人捉拿了趙光祖及一些士林派官員。

## 相關影視作品及飾演者
- 《趙光祖（朝鲜语：조광조 (드라마)）》：1996年KBS電視劇，金東賢（朝鲜语：김동현 (1950년)） 飾。
- 《女人天下》：2002年SBS電視劇，安大勇 飾。